# Diecezja Richmond
Diecezja Richmond (ang. Diocese of Richmond, łac. Dioecesis Richmondiensis) – diecezja Kościoła rzymskokatolickiego w Stanach Zjednoczonych, w metropolii Baltimore. Obejmuje środkową i południową część stanu Wirginia. Diecezja została ustanowiona 11 lipca 1820, zaś ostatnia zmiana jej granic miała miejsce w maju 1974. Patronem diecezji jest św. Wincenty à Paulo.